# Chlenias pachymela
Chlenias pachymela är en fjärilsart som beskrevs av Oswald Beltram Lower 1893. Chlenias pachymela ingår i släktet Chlenias och familjen mätare. Inga underarter finns listade i Catalogue of Life.